# Chase
För andra betydelser, se Chase (olika betydelser).
Chase är en privat- och företagsbank inom J.P. Morgan Chase. Banken var känd under namnet Chase Manhattan Bank från 1955 till 2000 då de gick samman med J.P. Morgan & Co. Chase Manhattan Bank skapades då Chase National Bank och Bank of the Manhattan Company gick samman. Bankens huvudkontor ligger i Chicago.